# クニガミヒサカキ
クニガミヒサカキ（国頭姫榊、Eurya zigzag）は、ヒサカキ属の亜高木。

## 概要
日本の固有種で、沖縄県の沖縄島に分布する。山地の自然林内や渓流沿いなどに生育する。
常緑の亜高木。葉は互生、長楕円形-長楕円状披針形で、長さ4-7cm、葉縁には小さい鋸歯があり、厚い革質で、表面は光沢を帯びる。花は葉腋に付き、下向きに咲き、直径6mm程度で、色は白色。小枝が緑色で「ジグザグ」に折れ曲がる事が特徴であり、これが学名「zigzag」の由来である。

## 保護上の位置づけ
絶滅危惧IA類 (CR)（環境省レッドリスト）
生育地である下記の地方公共団体が作成したレッドデータブックに掲載されている。
- 沖縄県：絶滅危惧IB類